# アントワーヌ1世 (モナコ公)
アントワーヌ1世（Antoine I, 1661年1月25日 – 1731年2月20日）は、モナコ公（在位 : 1701年 – 1731年）。ルイ1世とカトリーヌ・シャルロット・ド・グラモンの長男。

## 生涯
1683年、フランス王立歩兵連隊の中尉に任命された。1684年には大佐となる。大同盟戦争の間、アントワーヌは フィリップスブルク包囲戦（1688年）、フルーリュスの戦い（1690年）、モンス包囲戦（1691年）、ナミュール包囲戦（1692年）に参戦していた。
1701年に即位してモナコ大公となったアントワーヌは1702年8月21日にフランス貴族のヴァランティノワ公 (Duc de Valentinois) として高等法院でルイ14世に臣従の誓いを行った。1724年には騎士に叙せられている。
アントワーヌは1688年6月13日にアルマニャック伯ルイの四女マリー・ド・ロレーヌと結婚して6女を儲けたが、男子がいなかったためルイ14世から許可をとって二女ルイーズ＝イポリット（長女は早世）を次期大公と決めた。

## 子女
マリーとの間に6女を儲けたが、成人したのは2人だけだった。
- カトリーヌ＝シャルロット（1691年 - 1696年）
- ルイーズ＝イポリット（1697年 - 1731年） - モナコ大公
- エリザベート＝シャルロット（1698年 - 1702年）
- マルグリット・カミラ（1700年 - 1758年）
- マリー・デヴォタ（1702年 - 1703年）
- マリー＝ポーリーヌ（1708年 - 1726年）

その他にも数人の女性との間に庶子がいた。その一人アントワーヌ（1697年 - 1784年）は50年以上にわたりモナコの摂政を務めた。

## 引用・脚注
1. ↑  “モナコ公国（Principality of Monaco） 基礎データ”. 日本国外務省 Ministry of Foreign Affairs of Japan. 2020年2月10日閲覧。